# José Manuel Rojas
José Manuel Rojas Bahamondes (Talagante, 23 giugno 1983) è un ex calciatore cileno, di ruolo difensore.

## Carriera

### Club
Ha trascorso tutta la sua carriera all'Universidad de Chile, fatta eccezione per un breve prestito all'Independiente.

### Nazionale
Ha esordito nella Nazionale cilena nel 2007.

## Palmarès

### Club

#### Competizioni nazionali
- Campionato cileno: 6

Universidad de Chile: 2004 (A), 2009 (A), 2011 (A), 2011 (C), 2012 (A), 2014 (A)
- Coppa del Cile: 1

Universidad de Chile: 2012-2013

#### Competizioni internazionali
- Coppa Sudamericana: 1

Universidad de Chile: 2011

### Nazionale
- Coppa America: 1

Cile 2015

## Statistiche

### Cronologia presenze e reti in nazionale
Statistiche aggiornate al 10 maggio 2016.

| Cronologia completa delle presenze e delle reti in nazionale ― Cile | Cronologia completa delle presenze e delle reti in nazionale ― Cile | Cronologia completa delle presenze e delle reti in nazionale ― Cile | Cronologia completa delle presenze e delle reti in nazionale ― Cile | Cronologia completa delle presenze e delle reti in nazionale ― Cile | Cronologia completa delle presenze e delle reti in nazionale ― Cile | Cronologia completa delle presenze e delle reti in nazionale ― Cile | Cronologia completa delle presenze e delle reti in nazionale ― Cile |
| Data                                                                | Città                                                               | In casa                                                             | Risultato                                                           | Ospiti                                                              | Competizione                                                        | Reti                                                                | Note                                                                |
| ------------------------------------------------------------------- | ------------------------------------------------------------------- | ------------------------------------------------------------------- | ------------------------------------------------------------------- | ------------------------------------------------------------------- | ------------------------------------------------------------------- | ------------------------------------------------------------------- | ------------------------------------------------------------------- |
| 09-05-2007                                                          | Río Bueno                                                           | Cile                                                                | 3 – 0                                                               | Cuba                                                                | Amichevole                                                          | 1                                                                   | 61’                                                                 |
| 27-05-2009                                                          | Tokyo                                                               | Giappone                                                            | 4 – 0                                                               | Cile                                                                | Amichevole                                                          | -                                                                   | 66’                                                                 |
| 01-03-2012                                                          | Chester                                                             | Cile                                                                | 1 – 1                                                               | Ghana                                                               | Amichevole                                                          | -                                                                   | 58’                                                                 |
| 02-06-2012                                                          | La Paz                                                              | Bolivia                                                             | 0 – 2                                                               | Cile                                                                | Qual. Mondiali 2014                                                 | -                                                                   |                                                                     |
| 10-06-2012                                                          | San Cristóbal                                                       | Venezuela                                                           | 0 – 2                                                               | Cile                                                                | Qual. Mondiali 2014                                                 | -                                                                   | 30’                                                                 |
| 16-08-2012                                                          | New York                                                            | Ecuador                                                             | 3 – 0                                                               | Cile                                                                | Amichevole                                                          | -                                                                   |                                                                     |
| 14-11-2012                                                          | San Gallo                                                           | Cile                                                                | 1 – 3                                                               | Serbia                                                              | Amichevole                                                          | -                                                                   |                                                                     |
| 15-01-2013                                                          | La Serena                                                           | Cile                                                                | 2 – 1                                                               | Senegal                                                             | Amichevole                                                          | -                                                                   | 15’                                                                 |
| 20-01-2013                                                          | Concepción                                                          | Cile                                                                | 3 – 0                                                               | Haiti                                                               | Amichevole                                                          | -                                                                   |                                                                     |
| 06-02-2013                                                          | Madrid                                                              | Cile                                                                | 2 – 1                                                               | Egitto                                                              | Amichevole                                                          | -                                                                   |                                                                     |
| 23-03-2013                                                          | Lima                                                                | Perù                                                                | 1 – 0                                                               | Cile                                                                | Qual. Mondiali 2014                                                 | -                                                                   |                                                                     |
| 27-03-2013                                                          | Santiago del Cile                                                   | Cile                                                                | 2 – 0                                                               | Uruguay                                                             | Qual. Mondiali 2014                                                 | -                                                                   |                                                                     |
| 25-04-2013                                                          | Belo Horizonte                                                      | Brasile                                                             | 2 – 2                                                               | Cile                                                                | Amichevole                                                          | -                                                                   |                                                                     |
| 08-06-2013                                                          | Asunción                                                            | Paraguay                                                            | 1 – 2                                                               | Cile                                                                | Qual. Mondiali 2014                                                 | -                                                                   |                                                                     |
| 12-06-2013                                                          | Santiago del Cile                                                   | Cile                                                                | 3 – 1                                                               | Bolivia                                                             | Qual. Mondiali 2014                                                 | -                                                                   |                                                                     |
| 14-08-2013                                                          | Brøndby                                                             | Cile                                                                | 6 – 0                                                               | Iraq                                                                | Amichevole                                                          | -                                                                   |                                                                     |
| 11-10-2013                                                          | Barranquilla                                                        | Colombia                                                            | 3 – 3                                                               | Cile                                                                | Qual. Mondiali 2014                                                 | -                                                                   | 53’                                                                 |
| 22-01-2014                                                          | Coquimbo                                                            | Cile                                                                | 4 – 0                                                               | Costa Rica                                                          | Amichevole                                                          | -                                                                   | 71’                                                                 |
| 05-06-2014                                                          | Santiago del Cile                                                   | Cile                                                                | 2 – 0                                                               | Irlanda del Nord                                                    | Amichevole                                                          | -                                                                   |                                                                     |
| 28-06-2014                                                          | Belo Horizonte                                                      | Brasile                                                             | 1 – 1 dts (4 - 3 dtr)                                               | Cile                                                                | Mondiali 2014                                                       | -                                                                   | 108’                                                                |
| 10-09-2014                                                          | Fort Lauderdale                                                     | Cile                                                                | 1 – 0                                                               | Haiti                                                               | Amichevole                                                          | -                                                                   | 89’                                                                 |
| 11-10-2014                                                          | Valparaíso                                                          | Cile                                                                | 3 – 0                                                               | Perù                                                                | Amichevole                                                          | -                                                                   | 66’                                                                 |
| 29-01-2015                                                          | Rancagua                                                            | Cile                                                                | 3 – 2                                                               | Stati Uniti                                                         | Amichevole                                                          | -                                                                   | 43’                                                                 |
| 30-06-2015                                                          | Santiago del Cile                                                   | Cile                                                                | 2 – 1                                                               | Perù                                                                | Coppa America 2015                                                  | -                                                                   |                                                                     |
| Totale                                                              |                                                                     | Presenze                                                            | 24                                                                  |                                                                     | Reti                                                                | 1                                                                   |                                                                     |